# TV3 (Lituania)
TV3 è un canale televisivo lituano edito da All Media Baltics.

## Storia

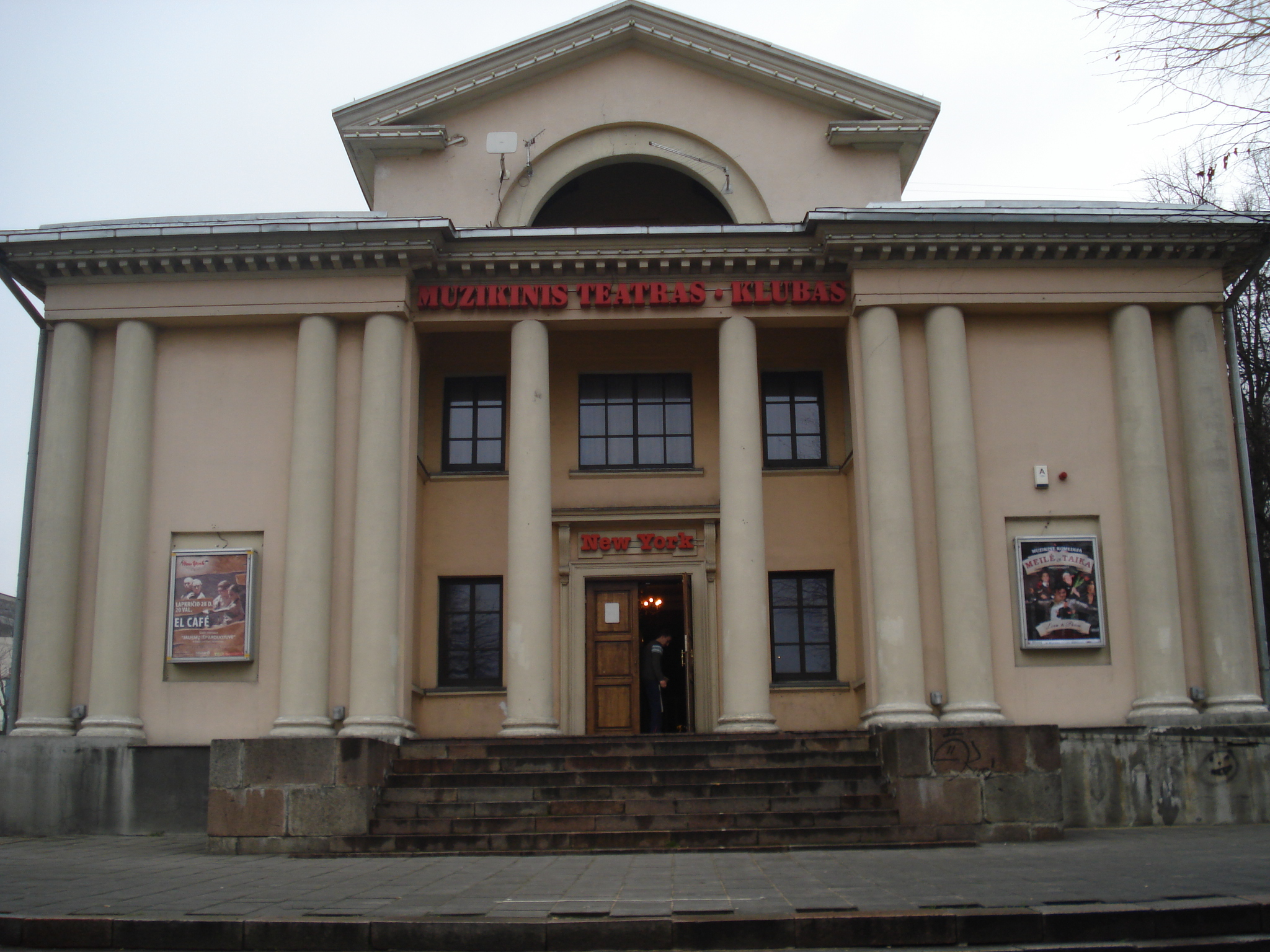
La vecchia sede di TV3

Il canale ha iniziato le trasmissioni l'11 aprile 1993 a Vilnius. Il fondatore e primo direttore era Liucija Baškauskaitė. 
Il 18 aprile 1996, in seguito al fallimento della società di Liucija Baškauskaitė, il canale fu acquistato dalla società svedese Modern Times Group, che pagò tutti i debiti.
L'8 giugno 1997 cambiò denominazione un quello attuale.
Nel 2011 la Commissione etica dei giornalisti e degli editori lituani ha ammonito TV3 per violazioni del codice etico commesse in sei trasmissioni all'anno.
Nel 2017 tutte le azioni del canale sono state vendute alla società All Media Baltics.

## Direttori di TV3
- Liucija Baškauskaitė, 1993-1996
- Vilma Marciulevičiūtė, 1996-2005
- Ramunas Šaučikovas, 2005-2008
- Laura Blaževičiūtė, dal 2008

## Palinsesto

### In onda
Vengono qui di seguito elencati i programmi che sono in onda su TV3. 

#### Serie TV
- America's Funniest Home Videos
- Dr. House - Medical Division
- Bones
- I Simpson
- CSI - Scena del crimine
- CSI: NY
- Glee
- La leggenda di Korra
- Homeland - Caccia alla spia
- Extant
- Stoked - Surfisti per caso
- Revenge
- Lithuania's Got Talent
- X Faktorius
- Detective Monk

## Loghi
| 11 aprile 1993 - 2009 | 2009 - 2013 | 2013 - 2019 | 2019 - in uso |
| --------------------- | ----------- | ----------- | ------------- |